# U-22 (1936)
U-22 — малая подводная лодка типа IIB, времён Второй мировой войны. Заказ на постройку был отдан 2 февраля 1935 года. Лодка была заложена на верфи судостроительной компании Germaniawerft, Киль 4 марта 1936 года под заводским номером 552. Спущена на воду 29 июля 1936 года. 20 августа 1936 года принята на вооружение и, под командованием капитан-лейтенанта Харальда Гроссе вошла в состав 3-й флотилии.

## История службы
Довоенная история лодки совершенно непримечательна, так как она использовалась для обучения команд и офицеров в условия быстрого роста подводного крыла кригсмарине, последовавшего за отменой условий Версальского договора двумя годами ранее.
Совершила 7 боевых походов, потопила 6 судов (7 344 брт), 2 вспомогательных военных судна (3 633 брт) и 1 боевой корабль (1 475 т). Пропала 27 марта 1940 года в проливе Скагеррак, предположительно погибла на минах.

### Боевые походы
Во время Второй мировой войны лодка в основном использовалась в прибрежных работах - роль предопределенная её малыми размерами и маневренностью. Именно благодаря им она была весьма полезна в операциях в Северном море и в охоте на британские прибрежные конвои практически по всей протяженности северной оконечности Великобритании. Именно в этом регионе она добилась первых успехов после безуспешных операций на польском побережье во время вторжения в неё и патрулей, направленных на предотвращение сообщения Британии с норвежскими портами.
18 ноября 1939 года лодка открыла свой счет, потопив британский паровой траулер Wigmore возле шотландского побережья. Во время своего четвёртого похода, установив две полосы минных заграждений возле Блайта в Нортамберленде она смогла записать на свой счет ещё два прибрежных грузовых судна и минный тральщик менее чем за неделю. После этого лодку стали использовать непосредственно против шотландских конвоев в заливе Мори-Ферт во время чего она и добилась своего наибольшего успеха, торпедировав британский эсминец HMS Exmouth (H02), затонувший вместе со всей командой. Причина потопления стала известна Британии только после войны. Вскоре после этого в условиях плотного тумана лодка потопила датское судно, шедшее в том же конвое. Это были её последние непосредственные жертвы, хотя её счет и пополнился другими за счет установленных ранее мин.
20 марта 1940 года субмарина вышла в свой седьмой поход, из которого так и не вернулась. Есть некоторые сведения, что она потеряна в заливе Скагеррак в результате подрыва мины по неустановленной причине. Есть версия, предполагающая, что она могла быть протаранена польской подводной лодкой ORP Wilk, которая сообщила о столкновении с чем-то, однако это случилось месяцем позже (20 июня) и современный анализ предполагает, что ORP Wilk вероятнее всего столкнулась с буем. Какова бы ни была причина, U-22 и 27 членов её экипажа пропали без вести где-то в Северном море в марте 1940.

## Командиры
- 20 августа 1936 года — 4 октября 1937 года — капитан-лейтенанта Харальд Гроссе (нем. Kapitänleutnant Harald Grosse)
- 1 октября 1937 года — 3 октября 1939 года — обер-лейтенант цур зее (с 1 июня 1939 года капитан-лейтенант) Вернер Винтер (нем. Oberleutnant zur See Werner Winter) (Кавалер Рыцарского Железного креста)
- 4 октября 1939 года — 27 марта 1940 года — капитан-лейтенанта Карл-Хайнрих Йериш (нем. Kapitänleutnant Karl-Heinrich Jenisch)

## Флотилии
- 20 августа 1936 года — 31 декабря 1939 года — 3-я флотилия
- 1 января 1940 года — 27 марта 1940 года — 1-й флотилия

## Потопленные суда
| Название          | Тип            | Принадлежность | Дата                 | Тоннаж (брт) | Груз           | Судьба          | Место                     |
| ----------------- | -------------- | -------------- | -------------------- | ------------ | -------------- | --------------- | ------------------------- |
| Wigmore           | траулер        | Великобритания | 18 ноября 1939 года  | 345          | -              | потоплен        | 57°59′ с. ш. 2°18′ з. д.  |
| Mars              | грузовое судно | Швеция         | 20 декабря 1939 года | 1877         | шерстяная нить | потоплен (мина) | 55°00′ с. ш. 01°25′ з. д. |
| HMS Dolphin       | Плавучая база  | Великобритания | 23 декабря 1939 года | 3 099        | -              | потоплен (мина) | 55°06′ с. ш. 01°27′ з. д. |
| HMS Loch Doon     | тральщик       | Великобритания | 25 декабря 1939 года | 534          | -              | потоплен (мина) | 55°00′ с. ш. 01°25′ з. д. |
| Hanne             | грузовое судно | Дания          | 28 декабря 1939 года | 1 080        | в балласте     | потоплен (мина) | 55°00′ с. ш. 01°25′ з. д. |
| HMS Exmouth (H02) | лидер          | Великобритания | 21 января 1940 года  | 1 475        | -              | потоплен        | 58°18′ с. ш. 02°25′ з. д. |
| Tekla             | грузовое судно | Дания          | 21 января 1940 года  | 1 469        | уголь и кокс   | потоплен        | 58°18′ с. ш. 02°25′ з. д. |
| Ferryhill         | грузовое судно | Великобритания | 21 января 1940 года  | 1 086        | 1200 т угля    | потоплен (мина) | 55°05′ с. ш. 01°27′ з. д. |
| Eston             | грузовое судно | Великобритания | 28 января 1940 года  | 1 487        | в балласте     | потоплен (мина) | 55°03′ с. ш. 01°24′ з. д. |